# Wolfgantzen
Wolfgantzen – miejscowość i gmina we Francji, w regionie Grand Est, w departamencie Górny Ren.
Według danych na rok 1990 gminę zamieszkiwały 822 osoby, a gęstość zaludnienia wynosiła 88 osób/km² (wśród 903 gmin Alzacji Wolfgantzen plasuje się na 322. miejscu pod względem liczby ludności, natomiast pod względem powierzchni na miejscu 267.).